# Трка на 5.000 метара
Трка на 5.000 метара је атлетска дисциплина која са тркама на 3.000 и 10.000 метара спада у трчање на дуге стазе. Трчање у овој дисциплини се одржава на стадионима и износи 12 и по кругова. Старт трке је у кривини 200 метара пре циља, а стартује се високим стартом.
Ова дистанце спада у веома атрактивне, јер у себи садржи, брзину, издржљивост и тактичку трку која има кључну улогу у току трке. Трка на 5.000 метара је олимпијска дисциплина, која се налази на програму Летњих олимпијских игара у мушкој конкуренцији од 1912. у Стокхолму, а у женској тек од Игара 1996. одржаних у Атланти.
Да би се постигло време од 12:40 минута у мушкој конкуренцији треба трчати 6,57 м / с или 23,68 километара на сат. Код жена време од 14:30 минута, одговара брзини од 5,74 м / с или 20,68 километара на сат.

## Историја
Почеци ове дисциплине воде на XV Античке олимпијске игре одржане 270. п. н. е. под називом делихос дромос трчање на стази од 25 стадија око 4.600 метара.
У модерним временима, трчање на дуге стазе је распрострањено међу професионални тркачима у Енглеској средином 17. века. Трчале су се трке са различитим дужинама стазе од ових краћих до дугих неколико стотина километара. Тако је 1771. Ф. Пауел претрчао раздаљину од Лондона до Кентерберија од 180 километара за 24 часа, а касније од Лондона до Јорка 645 км за 5 дана и 18 часова.. У Сједињеним Америчким Државама трчање на дугим пругама појављује се у првој трећини 19. века. Интересантно је да је и Абрахам Линколн амерички председник 1860.—1866. у младости био добар тркач.
Прва такмичења су и у Америци као у Енглеској била изазивачка у виду тркачких и пешачких двобоја. Око 1900. чувен је био енглески тркач Алфред Шруб (енгл. Alfred Shrubb) који је држао све светске аматерске рекорде свог времена од 2.000 јарди до 11 енглеских миља.
На Летњим олимпијским играма 1908. у Лондону на програму је била дисциплина трчања на 5 миља (8.047 метара). После више померања у дужини стазе трка је коначно добила данашњу дужину од 5.000 метара.
Око 1910. најбољи тркачи били су Финац Ханес Колемаинен и Француз Жан Буен. Њихов двобој на 5.000 метара на Летњим олимпијским играма 1912., када је ова трка први пут увршћена у програм, забележен је као један од најдраматичнијих у историје ове дисциплине са резултатима 14:36,6 и 14:36,7. Велике промене у тренингу и техници трчања у овој дисциплини унео је Финац Паво Нурми као један од највећих представника атлетике, који је у периоду од 1920. до 1930. држао све светске рекорде од 1.500 метара до маратона.
Прве женске трке на дужим стазама у САД и Уједињеном Краљевству уведене су 1953. године на дужину од 3.000 метара. Та дужина стазе у женској конкуренцији уведена ја на 1983.у Хелсинкију и Олимпијским играма 1984.у Лос Анђелес. Трка на 3.000 метара замењена је трком на 5.000 метара на Светском првенству 1995. у у, а Олимпијским играма 1996. у Атланти иако је трка на дупло дужој стази од 10.000 метара била на програму олимпијских игара осам година раније.
Дисциплина 5.000 метара у сали није у програму светских и европским првенствима у дворани, али се трке одржавају на разним митинзима и воде се се светски и европски рекорди.

## Светски рекорди на отвореном
Први светски рекорд у трци на 5.000 метара ИААФ (International Association of Athletics Federations – Међународна атлетска федерација) је признала 1912. године. Тренутни рекорд код мушкараца је 12:35,36 минута, а постигао га је Џошуа Чептегеи из Уганде 13. августа 2020. у Монаку. Код жена рекорд држи Гудаф Цегај из Етиопије резултатом 14:00.21, а постигнут је 17. септембра 2023. у Јуџину.

## Листа најбољих резултата — 5.000 метара за мушкарце
Ово је листа 10 најбржих атлетичара свих времена на 5.000 метара, са стањем на дан 14. новембар 2024. године. (Напомена: већина атлетичара је по неколико пута истрчало трку у приказаном временском распону. Приказан је само најбољи резултат.)
| Ранг | Време (минута:секунди.стотинки) | Име                 | Држава   | Место    | Датум            |
| ---- | ------------------------------- | ------------------- | -------- | -------- | ---------------- |
| 1.   | 12:35.36                        | Џошуа Чептегеи      | Уганда   | Монако   | 13. август 2020. |
| 2.   | 12:36.73                        | Хагос Гебрхивет     | Етиопија | Осло     | 30. мај 2024.    |
| 3.   | 12:37.35                        | Кенениса Бекеле     | Етиопија | Хенгело  | 31. мај 2004.    |
| 4.   | 12:38.95                        | Јомиф Кејелча       | Етиопија | Осло     | 30. мај 2024.    |
| 5.   | 12:39.36                        | Хаиле Гебрселасије  | Етиопија | Хелсинки | 31. јул 1998.    |
| 6.   | 12:39,74                        | Данијел Комен       | Кенија   | Брисел   | 22. август 1997. |
| 7.   | 12:40.45                        | Бериху Арегави      | Етиопија | Лозана   | 30. јун 2023.    |
| 8.   | 12:40.96                        | Џејкоб Киплимо      | Уганда   | Осло     | 30. мај 2024.    |
| 9.   | 12:42.70                        | Телахун Хале Бекеле | Етиопија | Монако   | 21. јул 2023.    |
| 10.  | 12:43.02                        | Селемон Барега      | Етиопија | Брисел   | 31. август 2018. |

## Мушки рекорди на отвореном
(стање 14. новембар 2024)
|     | Време (минута:секунди.стотинки) | Име               | Држава                             | Место           | Датум              |
| СР  | 12:35.36                        | Џошуа Чептегеи    | Уганда                             | Монако          | 13. август 2020.   |
| ЕР  | 12:45.01                        | Мохамед Катир     | Шпанија                            | Монако          | 21. јул 2023.      |
| САР | 12:46.96                        | Грант Фишер       | Сједињене Државе                   | Брисел          | 2. септембар 2022. |
| ЈАР | 13:05.95                        | Сантјаго Катроф   | Уругвај                            | Хезден-Золдер   | 15. јун 2024.      |
| АФР | 12:35.36                        | Џошуа Чептегеи    | Уганда                             | Монако          | 13. август 2020.   |
| АЗР | 12:51.96                        | Алберт Кибичи Роп | Бахреин                            | Монако          | 19. јул 2013.      |
| ОКР | 12:55.76                        | Крег Мотрам       | Аустралија                         | Лондон          | 30. јул 2004.      |
| РС  | 13:14.78                        | Елзан Бибић       | Србија · АК Нови Пазар, Нови Пазар | Хуелва, Шпанија | 30. април 2024.    |

Легенда:СР= светски рекорд, ЕР= европски рекорд, САР= рекорд Северне Америке, ЈАР= рекорд Јужне Америке, АФР= рекорд Африке, АЗР= рекорд Азије, ОКР= рекорд Океаније, РС= рекорд Србије

## Листа најбољих резултата — 5.000 метара за жене
Ово је листа најбржих атлетичарки свих времна на 5.000 метара, са стањем на дан 14. новембар 2024. године. (Напомена: већина атлетичарки је по неколико пута исходала у приказаном временском распону. Приказан је само најбољи резултат.)
| Ранг | Време (минута:секунди.стотинки) | Име              | Држава    | Место     | Датум               |
| ---- | ------------------------------- | ---------------- | --------- | --------- | ------------------- |
| 1.   | 14:00.21                        | Гудаф Цегај      | Етиопија  | Јуџин     | 17. септембар 2023. |
| 2.   | 14:05.20                        | Фејт Кипјегон    | Кенија    | Париз     | 9. јун 2023.        |
| 3.   | 14:05.92                        | Беатрис Чебет    | Кенија    | Јуџин     | 17. септембар 2023. |
| 4.   | 14:06.62                        | Летесенбет Гидеј | Етиопија  | Валенсија | 7. октобар 2020.    |
| 5.   | 14:11.15                        | Тирунеш Дибаба   | Етиопија  | Осло      | 6. јун 2008.        |
| 6.   | 14:12.59                        | Алмаз Ајана      | Етиопија  | Рим       | 2. јун 2016.        |
| 7.   | 14:12.88                        | Месерет Дефар    | Етиопија  | Стокхолм  | 22. јул 2008.       |
| 8.   | 14:12.98                        | Еџгајеху Таје    | Етиопија  | Јуџин     | 27. мај 2022.       |
| 9.   | 14:13.42                        | Сифан Хасан      | Холандија | Лондон    | 23. јул 2023.       |
| 10.  | 14:15.24                        | Сенбере Тефери   | Етиопија  | Хенгело   | 8. јун 2021.        |

## Женски рекорди на отвореном
(стање 14. новембар 2024)
|     | Време (минута:секунди.стотинки) | Име            | Држава                             | Место       | Датум               |
| СР  | 14:00.21                        | Гудаф Цегај    | Етиопија                           | Јуџин       | 17. септембар 2023. |
| ЕР  | 14:13.42                        | Сифан Хасан    | Холандија                          | Лондон      | 23. јул 2023.       |
| САР | 14:19.45                        | Алиша Монсон   | Сједињене Државе                   | Лондон      | 23. јул 2023.       |
| ЈАР | 14:36.59                        | Џозелин Бреа   | Венецуела                          | Лос Анђелес | 17. мај 2024.       |
| АФР | 14:00.21                        | Гудаф Цегај    | Етиопија                           | Јуџин       | 17. септембар 2023. |
| АЗР | 14:28,09                        | Ђијанг Бо      | Кина                               | Шангај      | 23. октобар 1997.   |
| ОКР | 14:41.65                        | Роуз Дејвис    | Аустралија                         | Токио       | 19. мај 2024.       |
| РС  | 15:11.25                        | Оливера Јевтић | СР Југославија · АК Младост, Ужице | Сиднеј      | 22. септембар 2000. |

Легенда:СР= светски рекорд, ЕР= европски рекорд, САР= рекорд Северне Америке, ЈАР= рекорд Јужне Америке, АФР= рекорд Африке, АЗР= рекорд Азије, ОКР= рекорд Океаније, РС= рекорд Србије

## Светски рекорди у дворани
Иако ове дисциплине нема на програмима светских и европских првенстава у дворани, воде се светски рекорди. Светски рекордер у дворани је Етиопљанин Кенениса Бекеле са резултатом 12:49,60 постигнутим 20. фебруара 2004. у Бирмингему, а код жена Гензебе Дибаба из Етиопије резултатом 14:18,86, постигнутим 19. фебруара 2015. у Стокхолму .

## Мушки рекорди у дворани
(стање 14. новембар 2024)
|     | Време (минута:секунди.стотинки) | Име             | Држава               | Место          | Датум             |
| СР  | 12:49.60                        | Кенениса Бекеле | Етиопија             | Бирмингем      | 20. фебруар 2004. |
| ЕР  | 12:57.08                        | Марк Скот       | Уједињено Краљевство | Бостон         | 12. фебруар 2022. |
| САР | 12:51.61                        | Вилијам Кинкејд | Сједињене Државе     | Бостон         | 27. јануар 2023.  |
| ЈАР | 13:42.54                        | Антонио Силио   | Аргентина            | Сан Себастијан | 22. фебруар 1990. |
| АФР | 12:49.60                        | Кенениса Бекеле | Етиопија             | Бирмингем      | 20. фебруар 2004. |
| АЗР | 13:08.41                        | Киран Тунтивате | Тајланд              | Бостон         | 12. фебруар 2022. |
| ОКР | 13:04.33                        | Џорди Бимиш     | Нови Зеланд          | Бостон         | 26. јануар 2024.  |
| РС  | 14:01.36                        | Душан Макевић   | Србија               | Бостон         | 30. јануар 2016.  |

Легенда:СР= светски рекорд, ЕР= европски рекорд, САР= рекорд Северне Америке, ЈАР= рекорд Јужне Америке, АФР= рекорд Африке, АЗР= рекорд Азије, ОКР= рекорд Океаније, РС= рекорд Србије

## Женски рекорди у дворани
(стање 14. новембар 2024)
|     | Време (минута:секунди.стотинки) | Име                     | Држава      | Место    | Датум             |
| СР  | 14:18.86                        | Гензебе Дибаба          | Етиопија    | Стокхолм | 19. фебруар 2015. |
| ЕР  | 14:30.79                        | Констанце Клостерхалфен | Немачка     | Бостон   | 27. фебруар 2020. |
| САР | 14:31.38                        | Габриела Дебуо-Стафорд  | Канада      | Бостон   | 11. фебруар 2022. |
| ЈАР | 15:51.98                        | Кармен Алдер Каисалтин  | Еквадор     | Бостон   | 2. децембар 2023. |
| АФР | 14:18.86                        | Гензебе Дибаба          | Етиопија    | Стокхолм | 19. фебруар 2015. |
| АЗР | 15:23.87                        | Микуни Јада             | Јапан       | Бостон   | 27. фебруар 2022. |
| ОКР | 14:39.89                        | Кимберли Смит           | Нови Зеланд | Њујорк   | 27. фебруар 2009. |
| РС  | 16:25.53                        | Богдана Мимић           | Србија      | Њујорк   | 19. фебруар 2012. |

Легенда:СР= светски рекорд, ЕР= европски рекорд, САР= рекорд Северне Америке, ЈАР= рекорд Јужне Америке, АФР= рекорд Африке, АЗР= рекорд Азије, ОКР= рекорд Океаније, РС= рекорд Србије

## Освајачи медаља на највећим такмичењима
- Освајачи олимпијских медаља у атлетици — 5.000 метара за мушкарце
- Освајачи медаља на светским првенствима у атлетици на отвореном — 5.000 метара за мушкарце
- Освајачице олимпијских медаља у атлетици — 5.000 метара за жене
- Освајачице медаља на светским првенствима у атлетици на отвореном — 5.000 метара за жене